# Jan Kučera (politik)
Jan Kučera (* 15. září 1935) byl český a československý politik Československé strany socialistické, poslanec České národní rady a Sněmovny lidu Federálního shromáždění za normalizace.

## Biografie
K roku 1968 se zmiňuje na postu místopředsedy JZD Vlčnov. K roku 1971 a 1976 se profesně uvádí jako agronom JZD. Šlo o Jednotné zemědělské družstvo v obci Vlčnov.
Koncem roku 1968 byl zvolen do České národní rady. Ve volbách roku 1971 zasedl do Sněmovny lidu (volební obvod č. 108 - Uherský Brod, Jihomoravský kraj). Mandát obhájil ve volbách roku 1976 (obvod Uherské Hradiště-Gottwaldov), volbách roku 1981 (obvod Uherské Hradiště-Gottwaldov) a volbách roku 1986 (obvod Uherské Hradiště-Gottwaldov) . Ve Federálním shromáždění setrval do konce funkčního období, tedy do svobodných voleb v roce 1990. Netýkaly se ho takzvané kooptace do Federálního shromáždění po sametové revoluci.
Ve volbách v roce 1990 neúspěšně kandidoval do Sněmovny lidu za Československou stranu socialistickou. Tehdy je uváděn coby místopředseda ZD Vlčnov.